# 張惠 (元朝)
張惠（1224年—1285年），字廷杰。成都府新繁县（今四川成都附近）人，元世祖时中书右丞。
1236年，張惠十四岁时，蒙古军入蜀，被俘送至杭海（今蒙古国杭爱山）。留居其地数年，尽通诸国语言。后来经人推荐，入侍还在藩邸的忽必烈，赐名兀鲁忽讷特。中统年间，忽必烈即位，任命张惠担任燕京宣慰副使。至元元年（1264年），担任参知政事，行省山东。用银钱赎俘囚二百多家恢复民籍。当时山东李璮之乱后，百姓被军队掳掠的非常多，他设法放回。至元三年（1266年）转任制国用司副使，改任尚书省参知政事。至元九年（1272年）担任中书左丞、中书右丞。至元十二年（1275年）掌管江淮钱谷和元朝攻打南宋的粮饷供给。宋朝灭亡，他到临安府查验府库版籍，收缴太庙和礼乐器物。因为在府库擅自启封，被责召回京师。他依附专擅的中书省平章政事阿合马，被安童等人指责。至元十九年（1282年）因为依附阿合马被罢黜。至元二十年（1283年），被起用为扬州行省平章政事，至元二十二年（1285年）转任杭州行省平章政事。

## 延伸阅读
[在维基数据编辑]
 《元史·卷167》，出自宋濂《元史》
 《新元史/卷186》，出自柯劭忞《新元史》